# Saint-Germain-le-Vasson
Pour les articles homonymes, voir Saint-Germain.
Saint-Germain-le-Vasson est une commune française, située dans le département du Calvados en région Normandie.
C'est une ancienne commune minière, marquée par l'exploitation du minerais de fer pendant un siècle.

## Géographie

### Localisation
La commune est entre plaine de Caen et campagne de Falaise. Son bourg est à 7 km au sud de Bretteville-sur-Laize, à 15 km à l'est de Thury-Harcourt et à 15 km au nord de Falaise.

### Communes limitrophes
Les communes limitrophes sont  Barbery, Estrées-la-Campagne, Fontaine-le-Pin, Grainville-Langannerie, Moulines, Soumont-Saint-Quentin et Urville.
| Barbery  | Urville                 | Grainville-Langannerie                                      |
| Moulines | Saint-Germain-le-Vasson | Grainville-Langannerie                                      |
| Moulines | Fontaine-le-Pin         | Estrées-la-Campagne, Soumont-Saint-Quentin, Fontaine-le-Pin |

### Géologie et relief
La superficie de la commune est de 9,41 km2 ; son altitude varie de 75  à   192 mètres.

### Hydrographie
La commune est située dans le bassin Seine-Normandie. Elle est drainée par la Laize, le fossé 01 de Mesnil-Touffay et un autre petit cours d'eau,.
La Laize, d'une longueur de 32 km, prend sa source dans la commune de Martigny-sur-l'Ante et se jette  dans l'Orne à Laize-Clinchamps, après avoir traversé 15 communes. 

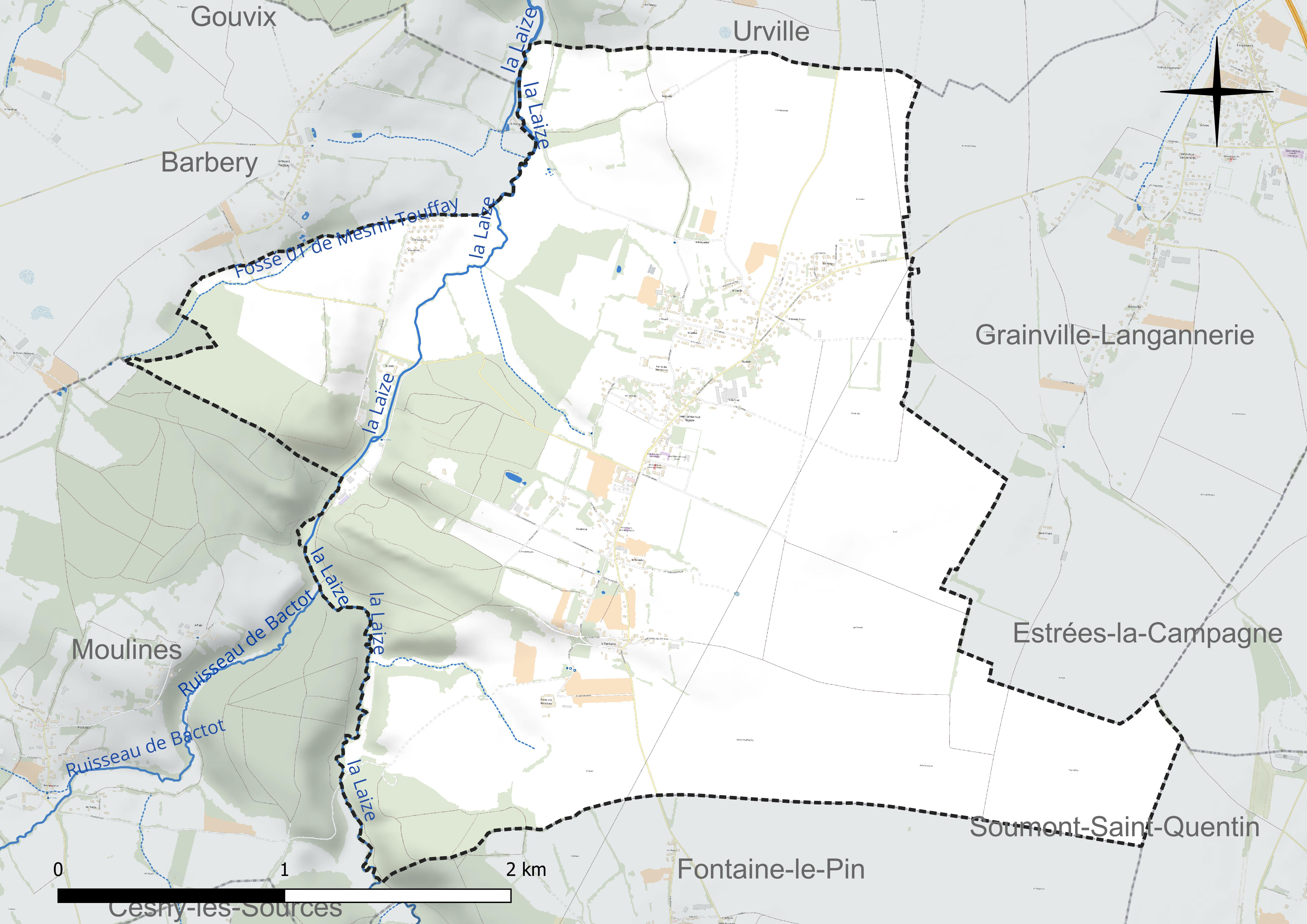
Réseau hydrographique de Saint-Germain-le-Vasson.

### Climat
Pour des articles plus généraux, voir Climat de la Normandie et Climat du Calvados.
En 2010, le climat de la commune est de type climat océanique franc, selon une étude du CNRS s'appuyant sur une série de données couvrant la période 1971-2000. En 2020, Météo-France publie une typologie des climats de la France métropolitaine dans laquelle la commune est exposée à un climat océanique et est dans la région climatique Normandie (Cotentin, Orne), caractérisée par une pluviométrie relativement élevée (850 mm/a) et un été frais (15,5 °C) et venté. Parallèlement le GIEC normand, un groupe régional d'experts sur le climat, différencie quant à lui, dans une étude de 2020, trois grands types de climats pour la région Normandie, nuancés à une échelle plus fine par les facteurs géographiques locaux. La commune est, selon ce zonage, exposée à un « climat des plateaux abrités », correspondant à la plaine agricole de Caen à Falaise, sous le vent des collines de Normandie et proche de la mer, se caractérisant par une pluviométrie et des contraintes thermiques modérées.
Pour la période 1971-2000, la température annuelle moyenne est de 10,4 °C, avec une amplitude thermique annuelle de 12,9 °C. Le cumul annuel moyen de précipitations est de 792 mm, avec 12,3 jours de précipitations en janvier et 7,9 jours en juillet. Pour la période 1991-2020, la température moyenne annuelle observée sur la station météorologique la plus proche, située sur la commune de Fresney-le-Vieux à 6 km à vol d'oiseau, est de 10,8 °C et le cumul annuel moyen de précipitations est de 826,3 mm,. Pour l'avenir, les paramètres climatiques de la commune estimés pour 2050 selon différents scénarios d'émission de gaz à effet de serre sont consultables sur un site dédié publié par Météo-France en novembre 2022.

### Milieux naturels et biodiversité
Le bois de Saint-Germain-le-Vasson, à proximité immédiate du musée de la Mine et traversé par la Laize, est constitué sur 40 ha d'espèces endémiques locales telles que châtaigniers, chênes, frênes et hêtres. il est aménagé et comprend des aires de pique-nique.

## Urbanisme

### Typologie
Au 1er janvier 2024, Saint-Germain-le-Vasson est catégorisée commune rurale à habitat dispersé, selon la nouvelle grille communale de densité à 7 niveaux définie par l'Insee en 2022.
Elle est située hors unité urbaine. Par ailleurs la commune fait partie de l'aire d'attraction de Caen, dont elle est une commune de la couronne,. Cette aire, qui regroupe 296 communes, est catégorisée dans les aires de 200 000 à moins de 700 000 habitants,.

### Occupation des sols

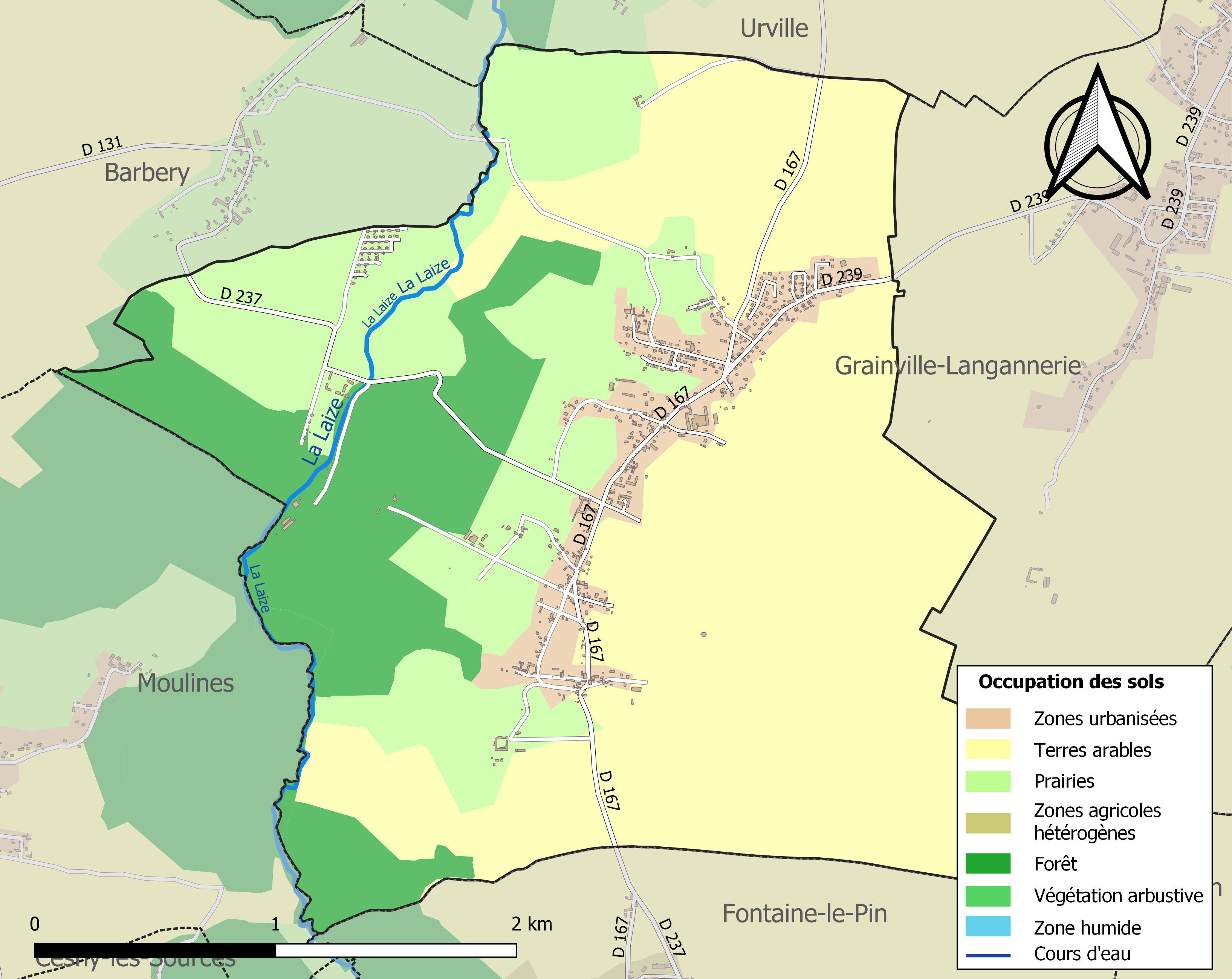
Carte des infrastructures et de l'occupation des sols de la commune en 2018 (CLC).

L'occupation des sols de la commune, telle qu'elle ressort de la base de données européenne d'occupation biophysique des sols Corine Land Cover (CLC), est marquée par l'importance des territoires agricoles (75,5 % en 2018), une proportion sensiblement équivalente à celle de 1990 (75,9 %). La répartition détaillée en 2018 est la suivante : 
terres arables (51,9 %), prairies (23,6 %), forêts (17,8 %), zones urbanisées (6,7 %). L'évolution de l'occupation des sols de la commune et de ses infrastructures peut être observée sur les différentes représentations cartographiques du territoire : la carte de Cassini (XVIIIe siècle), la carte d'état-major (1820-1866) et les cartes ou photos aériennes de l'IGN pour la période actuelle (1950 à aujourd'hui).

### Habitat et logement
En 2020, le nombre total de logements dans la commune était de 416, alors qu'il était de 401 en 2015 et de 381 en 2010.
Parmi ces logements, 94,5 % étaient des résidences principales, 0,5 % des résidences secondaires et 5 % des logements vacants. Ces logements étaient pour 98,8 % d'entre eux des maisons individuelles et pour 1 % des appartements.
Le tableau ci-dessous présente la typologie des logements à Saint-Germain-le-Vasson en 2020 en comparaison avec celle du Calvados et de la France entière. Une caractéristique marquante du parc de logements est ainsi une proportion de résidences secondaires et logements occasionnels (0,5 %) inférieure à celle du département (17,9 %) et à celle de la France entière (9,7 %). Concernant le statut d'occupation de ces logements, 74,8 % des habitants de la commune sont propriétaires de leur logement (73,5 % en 2015), contre 57,2 % pour le Calvados et 57,5 pour la France entière.
| Typologie                                               | Saint-Germain-le-Vasson | Calvados | France entière |
| ------------------------------------------------------- | ----------------------- | -------- | -------------- |
| Résidences principales (en %)                           | 94,5                    | 75,3     | 82,1           |
| Résidences secondaires et logements occasionnels (en %) | 0,5                     | 17,9     | 9,7            |
| Logements vacants (en %)                                | 5                       | 6,8      | 8,2            |

## Toponymie
Le toponyme est attesté sous la forme Sanctus Germanus de Wachon en 1228.
L'hagiotoponyme Saint-Germain évoque Germain de Paris[réf. nécessaire], également appelé Germain d'Autun, né à Autun en 496, mort à Paris en 576, homme d'Église de l'époque mérovingienne, évêque de Paris en 555.
Vasson est un nom dérivé de vasse : il signifie en ancien français « jachère » : nom de domaine, d'un hameau ou c'est une forme de vassal, terme d'origine gauloise vassallus qui désigne celui qui relève d'un seigneur dont il tient le fief, puis en général jeune homme noble, mais aussi brave, vaillant. Un surnom d'homme devenu patronyme.
L'emploi de l'article défini après le premier terme est une construction médiévale qui utilise cet article en valeur démonstrative (« celui de ») et dans laquelle il précède un patronyme.
Le gentilé est Vassonnais.

## Histoire

### Époque contemporaine
Dans les grès armoricains de la vallée de la Laize sont identifiés à la fin du XIXe siècle d'importants gisements de minerai de fer.
La mine de fer, ouverte vers 1898 et dont le minerai était transformé par l'usine de la S.M.N à Mondeville, ferme en 1989. Sa carreau, racheté par la commune, a été aménagé pour devenir le Musée de la Mine,.

## Politique et administration

### Rattachements administratifs et électoraux

#### Rattachements administratifs
La commune se trouve depuis 1926 dans l'arrondissement de Caen du département du Calvados.
Elle faisait partie depuis 1793 du canton de Bretteville-sur-Laize. Dans le cadre du redécoupage cantonal de 2014 en France, cette circonscription administrative territoriale a disparu, et le canton n'est plus qu'une circonscription électorale.

#### Rattachements électoraux
Pour les élections départementales, la commune fait partie depuis 2014 du canton du Hom
Pour l'élection des députés, elle fait partie de la troisième circonscription du Calvados.

### Intercommunalité
Saint-Germain-le-Vasson était membre de la communauté de communes du Cingal, un établissement public de coopération intercommunale (EPCI) à fiscalité propre créé en 1998 et auquel la commune avait transféré un certain nombre de ses compétences, dans les conditions déterminées par le code général des collectivités territoriales.
Dans le cadre des dispositions de la loi portant nouvelle organisation territoriale de la République du 7 août 2015, qui prévoit que les établissements publics de coopération intercommunale (EPCI) à fiscalité propre doivent avoir un minimum de 15 000 habitants, cette intercommunalité a fusionné avec sa voisine pour former, le 1er janvier 2017, la communauté de communes Cingal-Suisse Normande, dont est désormais membre la commune.

### Administration municipale
Compte-tenu de la population de la commune, son conseil municipal est composé de quinze membres dont le maire et ses adjoints.

### Liste des maires
| Période                                  | Période                    | Identité              | Étiquette | Qualité                                                                                              |
| ---------------------------------------- | -------------------------- | --------------------- | --------- | --- |
| Les données manquantes sont à compléter. |                            |                       |           | |
|                                          |                            |                       |           | |
| 1997                                     | mars 2008                  | Maurice Perez         |           | Instituteur retraité                                                                                 |
| mars 2008                                | mai 2020                   | Jean-Pierre Vermeulen |           | Retraité des mines                                                                                   |
| mai 2020                                 | janvier 2024               | Nicolas Vermeulen     |           | Directeur des ventes au sein d'une coopérative laitière Fils de Jean-Pierre Vermeulen Démissionnaire |
| mars 2024                                | En cours (au 29 mars 2024) | Julien Lemoux         |           | |

## Démographie
L'évolution du nombre d'habitants est connue à travers les recensements de la population effectués dans la commune depuis 1793. Pour les communes de moins de 10 000 habitants, une enquête de recensement portant sur toute la population est réalisée tous les cinq ans, les populations de référence des années intermédiaires étant quant à elles estimées par interpolation ou extrapolation. Pour la commune, le premier recensement exhaustif entrant dans le cadre du nouveau dispositif a été réalisé en 2005.

En 2022, la commune comptait 960 habitants, en évolution de +1,48 % par rapport à 2016 (Calvados : +1,58 %, France hors Mayotte : +2,11 %).
| 1793 | 1800 | 1806 | 1821 | 1831 | 1836 | 1841 | 1846 | 1851 |
| ---- | ---- | ---- | ---- | ---- | ---- | ---- | ---- | ---- |
| 454  | 452  | 451  | 440  | 441  | 441  | 457  | 443  | 439  |

| 1856 | 1861 | 1866 | 1872 | 1876 | 1881 | 1886 | 1891 | 1896 |
| ---- | ---- | ---- | ---- | ---- | ---- | ---- | ---- | ---- |
| 460  | 443  | 445  | 443  | 419  | 417  | 395  | 390  | 349  |

| 1901 | 1906 | 1911 | 1921 | 1926 | 1931 | 1936 | 1946 | 1954 |
| ---- | ---- | ---- | ---- | ---- | ---- | ---- | ---- | ---- |
| 310  | 386  | 303  | 344  | 553  | 494  | 326  | 665  | 792  |

| 1962 | 1968 | 1975 | 1982 | 1990 | 1999 | 2005 | 2006 | 2010 |
| ---- | ---- | ---- | ---- | ---- | ---- | ---- | ---- | ---- |
| 813  | 818  | 839  | 796  | 880  | 935  | 929  | 911  | 983  |

| 2015 | 2020 | 2022 | - | - | - | - | - | - |
| ---- | ---- | ---- | - | - | - | - | - | - |
| 950  | 957  | 960  | - | - | - | - | - | - |

## Culture locale et patrimoine

### Lieux et monuments
- Le menhir de la Roche Piquée ou de la Roche Piquet fait l'objet d'un classement au titre des Monuments historiques depuis le 24 novembre 1951[36].
- Église paroissiale Saint-Germain (XIVe et XIXe siècle) dont le clocher du XIVe siècle fait l'objet d'une inscription au titre des Monuments historiquesen 1928[37].
- Mairie du XVIIIe siècle.
- Cité minière et ancien carreau du Livet, fours à griller de la Fontaine.
- Musée de la Mine : 
À la suite de la fermeture de la mine de fer de Soumont-Saint-Quentin en 1989, le carreau du Livget à Saint-Germain-le-Vasson, racheté par la commune[26], a progressivement été transformé en musée à partir de 1996[38]. Le site est désormais le seul site des anciennes mines de fer de Soumont encore accessible au public[Information douteuse][39]. 
Regroupant engins, équipement (outils, bains-douches, lampisterie, descenderie routière…) et documentation, le musée abrite notamment une salle des pendus. 
Il est ouvert les dimanches d'été[40],[41].

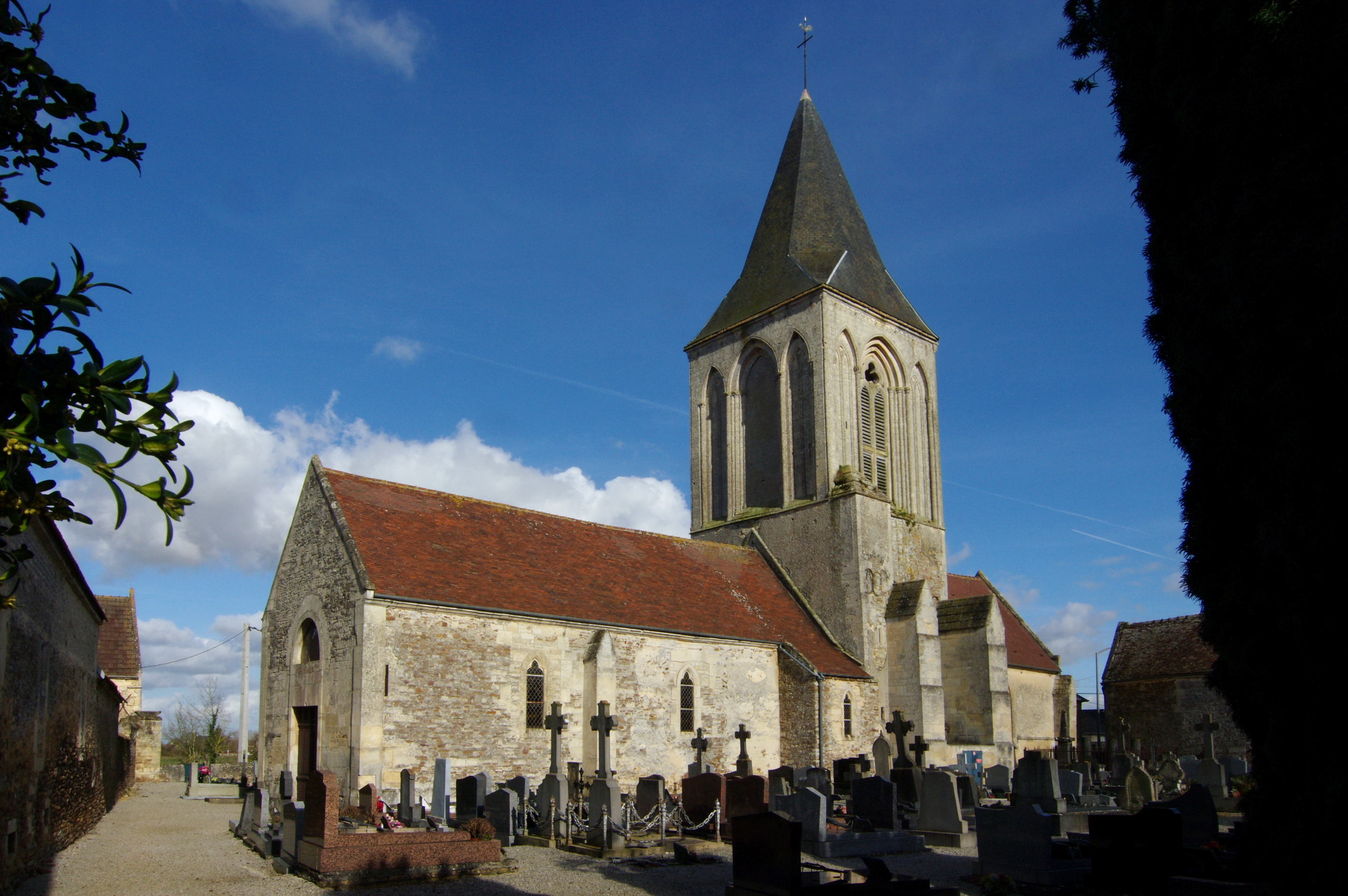
L'église Saint-Germain.
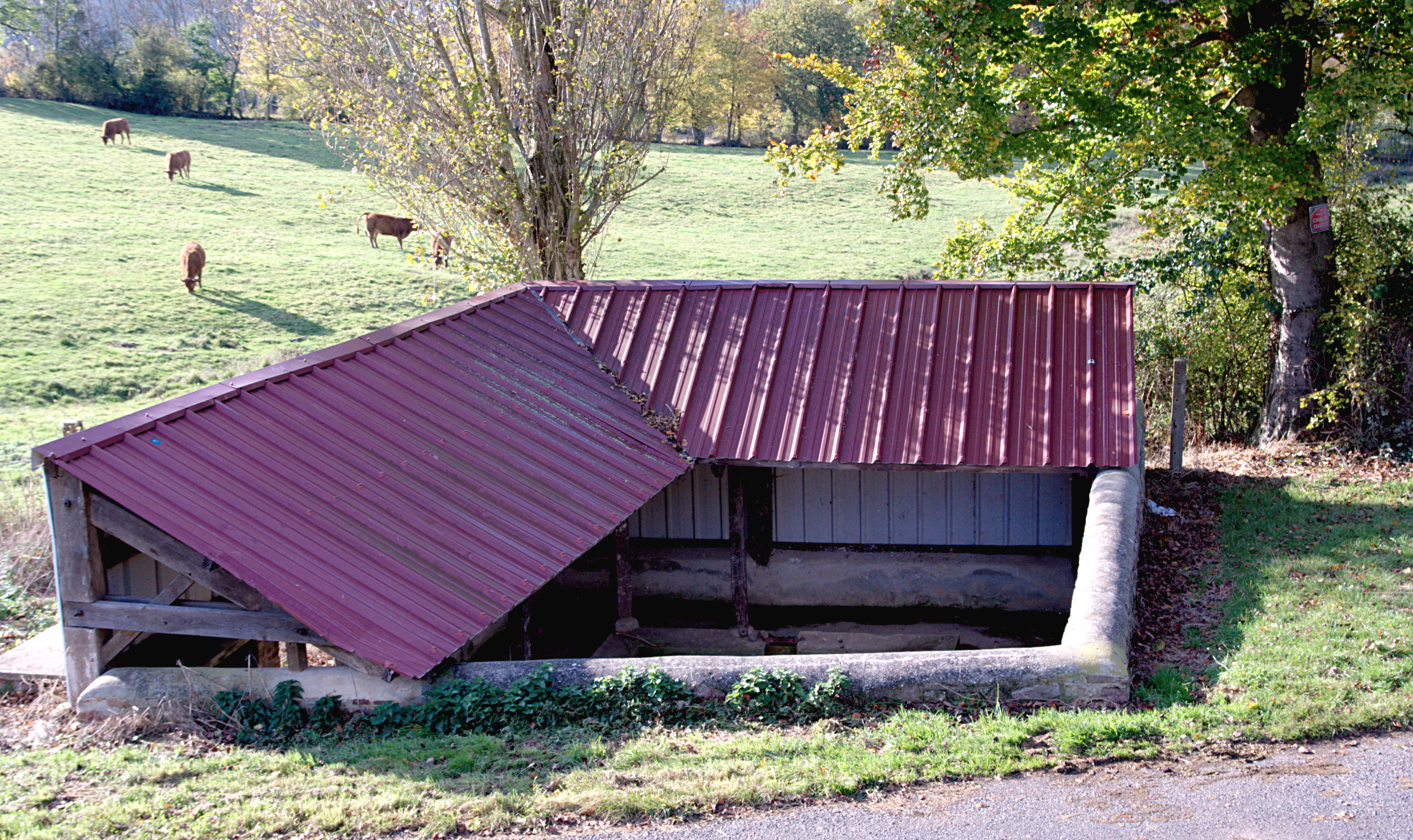
Le lavoir au lieu-dit la Broquette.
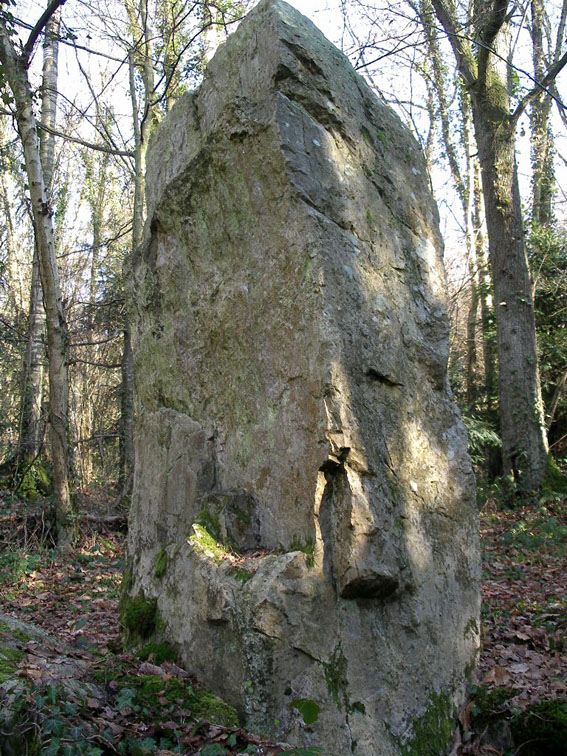
Le menhir de la Pierre Piquée.
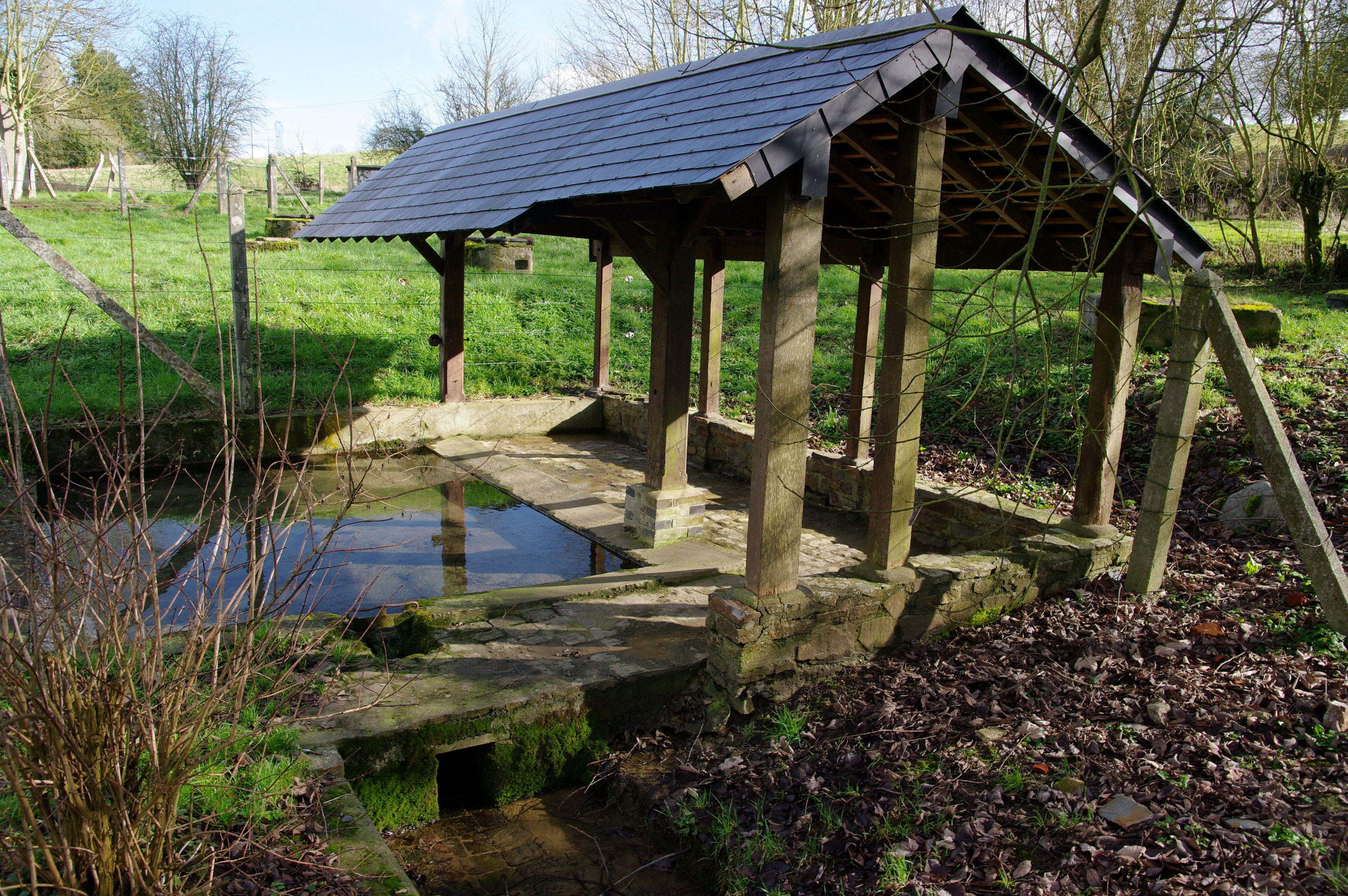
Lavoir à Saint-Germain-le-Vasson, lieu-dit la Fontaine.